# Filipp Szportak
Filipp Fiodorowicz Szportak, ros. Филипп Федорович Шпортак (ur. 10 października 1896 w Warszawie, zm. 4 listopada 1980 w Ugine) – rosyjski emigracyjny duchowny prawosławny, działacz społeczny
Ukończył seminarium duchowne w Kamieńcu Podolskim, a następnie kursy religijne w Kaliszu. W 1922 został diakonem. W 1930 w Pińsku wyświęcono go do stanu duchownego. Następnie pełnił posługę duchową w pińskim soborze katedralnym, zaś od 1931 był proboszczem cerkwi we wsi Terebuń. W 1936 wyjechał do Francji, gdzie kontynuował naukę w prawosławnym instytucie teologicznym w Paryżu. Od 1937 pełnił posługę duchową w cerkwi św. Mikołaja w Ugine (od 1947 w charakterze proboszcza). Był też dyrektorem miejscowej szkoły rosyjskiej. W II połowie lat 30. uczestniczył w V zjeździe kościelnym w Clichy. W 1940 r. otrzymał tytuł protojereja. Od 1943 r. miał prawo nosić paliusz, zaś od 1951 mitrę. Od końca lat 50. posługiwał też w świątyniach prawosławnych w Lyonie i Vichy. W 1955 brał udział w zjeździe kościelnym duchowieństwa egzarchatu zachodnioeuropejskiego Patriarchatu Moskiewskiego. Od 1968 był protopopem świątyń centralnej Francji. W 1970 otrzymał tytuł protojereja metropolitarnego.